# Iwan Owczina-Tielepniew-Oboleński
Iwan Owczina-Tielepniew-Oboleński (ur. ?, zm. po 13 kwietnia 1538) – kniaź, faworyt wielkiej księżnej moskiewskiej Heleny Glińskiej.

## Życiorys
Jeden z najznaczniejszych bojarów wchodzących w skład bojarskiej Dumy. Pochodził ze znakomitego rodu, pozostającego w bliskich stosunkach z dworem. Oboleńscy stanowili odnogę ruskiej dynastii panującej - Rurykowiczów. 
Był kochankiem drugiej żony Wasyla III, wielkiej księżnej moskiewskiej Heleny Glińskiej. Narodzinom synów pary wielkoksiążęcej, Iwana Groźnego i Jerzego, towarzyszyły plotki, że ich biologicznym ojcem jest Iwan Owczina-Tielepniew. Wasyl III przed poślubieniem Heleny był żonaty z Sołomonią, która przez 20 lat małżeństwa ani razu nie zaszła w ciążę. Pogłoski o ojcostwie Iwana nasiliły się, gdy mamką starszego z synów Heleny została jego siostra, Agrafiena Czeladina. 
W grudniu 1533 r. wielki książę zmarł. Na łożu śmierci zażądał od dostojników państwowych złożenia przysięgi na wierność swemu następcy, 3-letniemu Iwanowi. Umierający Wasyl polecił Michałowi Glińskiemu, aby pomagał Helenie, która była jego bratanicą, w rządach i uniemożliwił Owczinie przejęcie władzy. Owczinę popierała bojarska Duma zmierzająca do złamania przewagi opiekunów, za Glińskim jednak stała siedmiobojarszczyzna, ale tej brakowało jednomyślności.
W 1537 r. przeciwko Helenie i Owczinie wystąpił zbrojnie brat zmarłego Wasyla, Andriej. Udało się zapobiec przewrotowi, gdyż Helena nakazała byłego szwagra osadzić w więzieniu, gdzie zmarł w tajemniczych okolicznościach.  
3 kwietnia 1538 r. regentka zmarła, prawdopodobnie otruta. Jej synowie pozostali na krótko pod opieką Owcziny. Wkrótce po pogrzebie Heleny Owczinę zamknięto w więzieniu, gdzie zmarł z głodu. Jego ciało poćwiartowano i rzucono psom na pożarcie. 